# Shane Moody-Orio
Shane Osburn Moody-Orio (Corozal Town, 7 agosto 1980) è un calciatore beliziano, portiere del Belmopan Bandits e della Nazionale beliziana.

## Carriera

### Club
Comincia a giocare nel Belmopan Bandits. Nel 2000 viene acquistato dal Kulture Yabra, con cui gioca per due stagioni. Nel 2002 si trasferisce al San Pedro. Nel 2003 torna al Kulture Yabra, con cui vince il campionato. Nel 2004 viene acquistato dal Boca. Nel 2005 si trasferisce in Costa Rica, al Puntarenas, con cui disputa quattro campionati. Nel 2009 viene ceduto alla Ramonense, con cui colleziona 24 presenze. Nel 2010 si trasferisce in Honduras, al Marathón. Nel 2013 si trasferisce in Guatemala, al Suchitepéquez. Nel gennaio 2016 torna al Belmopan Bandits, squadra che lo aveva lanciato nel 1999.

### Nazionale
Debutta in Nazionale il 19 marzo 2000, in Belize-Guatemala.

## Palmarès
- Premier League del Belize: 1

Kulture Yabra: 2003-2004